# American Idol (mùa 8)
Mùa thi thứ tám của American Idol chính thức phát sóng từ ngày 13 tháng 1, 2009. Các giám khảo Simon Cowell, Paula Abdul và Randy Jackson vẫn tiếp tục đảm nhận vai trò cũ, cùng với Ryan Seacrest. Theo phát biểu của nhà sáng lập Simon Fuller, chương trình năm nay có nhiều đổi mới, đầu tiên là việc Kara DioGuardi đã được chọn làm giám khảo thứ tư trong hội đồng giám khảo. Đồng thời ông cũng kêu gọi các phiên bản Pop Idol trên toàn cầu tăng thêm một giám khảo trên bàn giám khảo, nhằm tăng tính hấp dẫn cho chương trình.
Tại Việt Nam, chương trình được phát lần đầu trên kênh STAR World từ ngày 14 tháng 1 (chênh lệch khoảng 6 tiếng so với giờ địa phương). Vòng chung kết được kênh truyền hình HTV2 mua bản quyền phát sóng từ ngày 14 tháng 3.
Qua hơn 100.000.000 lượt bình chọn, Kris Allen đến từ Conway, Arkansas với số phiếu nhiều hơn đã vượt qua Adam Lambert để trở thành người chiến thắng năm 2009.

## Khác biệt so vớiMùa 7
Kevin Reilly - Chủ tịch của Fox Entertainment - tuyên bố mùa thi năm nay sẽ loại bớt những thí sinh giống "hình-mẫu-William Hung" và những màn thử giọng "nhố nhăng"; trong giai đoạn đầu chỉ để tập trung giới thiệu và tìm kiếm những ca sĩ tiềm năng. Nhịp độ của mùa thi này cũng sẽ được tăng lên, buổi công bố kết quả bình chọn và loại thí sinh chỉ diễn ra trong 30 phút, giống với định dạng chương trình từ mùa thi đầu đến mùa thi thứ 5.
Cuộc thi Idol đồng thời đã chọn thêm một nhà sản xuất mới vì Nigel Lythgoe khẳng định sẽ rời bỏ phiên bản Idol và chuyển đến làm giám khảo chính của chương trình So You Think You Can Dance và chương trình mới của Simon Fuller - Superstars of Dance.
Một thay đổi khác ở hội đồng giám khảo, lần đầu tiên, American Idol (phiên bản đầu tiên trong hệ thống Pop Idol) chiêu mộ thêm giám khảo thứ tư, nhạc sĩ và nhà sản xuất âm nhạc Kara DioGuardi. Cô từng cộng tác với các ca sĩ nổi tiếng như Celine Dion, Hilary Duff, Enrique Iglesias, Leona Lewis và Christina Aguilera. Nhiều bài hát do cô viết đã lọt vào tốp 40 của Mỹ. Kara cũng từng viết ca khúc cho các cựu thí sinh của Idol, có thể kể đến Kelly Clarkson, Carrie Underwood, David Archuleta và David Cook.
Đối với mùa thi năm nay, chương trình từ thiện Idol Gives Back sẽ không được tổ chức như thường lệ vì theo nhà tổ chức trong tình hình khủng hoảng kinh tế như hiện nay việc ra lời kêu gọi quyên góp từ khán giả có thể là rất khó và thậm chí có thể bị phản đối kịch liệt.
Các thí sinh vòng bán kết đã bị loại có thêm cơ hội vào vòng WildCard, một vòng thi xuất hiện lần đầu sau 4 mùa thi liên tiếp. Sau khi khán giả bình chọn ra 3 trong số 12 gương mặt của tuần. Hội đồng giám khảo sẽ chọn tiếp 8 trong số 27 thí sinh còn lại và cho họ thêm cơ hội tranh tài trong đêm Wild Card ngày 05 tháng 3. Khán giả tiếp tục bình chọn nhân vật mình yêu thích để họ có cơ hội chính thức bước vào vòng chung kết. Và đã có bốn người được chọn, nâng tổng số thí sinh lên con số 13. 13 thí sinh vòng chung kết là số lượng lớn nhất trong lịch sử chương trình này; sau khi công bố tên của 12 thí sinh, hội đồng giám khảo đã thay đổi quết định vào phút cuối và cho rằng 13 thí sinh năm nay là hợp lý. Người cuối cùng lọt vào vòng chung kết là Anoop Desai.
Một thay đổi khác được hé mở trong đêm công bố kết quả tuần đầu, hội đồng giám khảo có quyền cứu trợ một thí sinh bị loại do có số lượng bình chọn thấp. Quyền cứu trợ chỉ được sử dụng để giải cứu cho duy nhất một thí sinh trong suốt mùa giải. Thí sinh bị loại phải thể hiện ca khúc mình cho là tốt nhất lần cuối trong lúc hội đồng giám khảo thảo luận. Quyết định của hội đồng giám khảo được công bố ngay sau màn trình diễn của thí sinh bị loại, và phải là quyết định dựa trên sự đồng thuận của các giám khảo. Nếu thí sinh bị loại nhận được quyền giải thoát của giám khảo, thì trong đêm công bố kết quả của tuần thi kế tiếp sẽ có hai thí sinh bị loại. Sự can thiệp của hội đồng giám khảo nhằm tạo thêm cơ hội cho thí sinh chỉ có hiệu lực đến Tuần thi của tốp 5.

## Giai đoạn đầu

### Vòng thử giọng khu vực

#### Địa phương
Vòng thử giọng đã diễn ra tại các thành phố được liệt kê dưới đây:
| Thành phố             | Thời gian   | Địa điểm                             |
| San Francisco, CA     | 17/07, 2008 | Cow Palace                           |
| Louisville, KY        | 21/07, 2008 | Freedom Hall                         |
| Glendale, AZ          | 25/07, 2008 | Jobing.com Arena                     |
| Tp. Salt Lake, UT     | 29/07, 2008 | EnergySolutions Arena                |
| San Juan, Puerto Rico | 02/08, 2008 | Coliseo de Puerto Rico               |
| Tp.Kansas, MO         | 08/08, 2008 | Kemper Arena                         |
| Jacksonville, FL      | 13/08, 2008 | Jacksonville Veterans Memorial Arena |
| East Rutherford, NJ   | 19/08, 2008 | IZOD Center                          |

Điều kiện dự thi yêu cầu các thí sinh có độ tuổi từ 16-28 (tính từ ngày 15 tháng 7, 2008) và có đủ quyền làm việc tại Mỹ. Những trường hợp không hợp lệ bao gồm các thí sinh cũ (đã vào tốp 40 của các mùa thi trước; trừ tốp 50 của mùa 7 nếu đủ tiêu chuẩn), và những trường hợp có hợp đồng thu âm, hợp đồng với các công ty quản lý hoặc không phải là công dân Mỹ, dân nhập cư (như dân tạm cư, người lao động có thời hạn).

## Bài hát và Thí sinh thể hiện

### Tốp 13 -Michael Jackson
- Lil Rounds - "The Way You Make Me Feel" (Michael Jackson)
- Scott MacIntyre - "Keep the Faith" (Michael Jackson)
- Danny Gokey - "P.Y.T. (Pretty Young Thing)" (Michael Jackson)
- Michael Sarver - "You Are Not Alone" (Michael Jackson)
- Jasmine Murray - "I'll Be There" (The Jackson 5)
- Kris Allen - "Remember the Time" (Michael Jackson)
- Allison Iraheta - "Give In to Me" (Michael Jackson)
- Anoop Desai - "Beat It" (Michael Jackson)
- Jorge Núñez - "Never Can Say Goodbye" (The Jackson 5)
- Megan Joy - "Rockin' Robin" (Michael Jackson)
- Adam Lambert - "Black or White" (Michael Jackson)
- Matt Giraud - "Human Nature" (Michael Jackson)
- Alexis Grace - "Dirty Diana" (Michael Jackson)

Bị loại: Jasmine Murray và Jorge Núñez
Các giám khảo không đồng thuận tạo thêm cơ hội cho Jasmine và Jorge.

### Tốp 11 -Grand Ole Opry
Người hướng dẫn: Randy Travis
- Michael Sarver - "Ain't Goin' Down ('Til the Sun Comes Up)" (Garth Brooks)
- Allison Iraheta - "Blame It on Your Heart" (Patty Loveless)
- Kris Allen - "To Make You Feel My Love" (Garth Brooks)
- Lil Rounds - "Independence Day" (Martina McBride)
- Adam Lambert - "Ring of Fire" (Johnny Cash)
- Scott MacIntyre - "Wild Angels" (Martina McBride)
- Alexis Grace - "Jolene" (Dolly Parton)
- Danny Gokey - "Jesus, Take the Wheel" (Carrie Underwood)
- Anoop Desai - "Always on My Mind" (Brenda Lee)
- Megan Joy - "Walkin' After Midnight" (Patsy Cline)
- Matt Giraud - "So Small" (Carrie Underwood)

Nhóm 3 không an toàn: Allison Iraheta, Michael Sarver và Alexis Grace
Nhóm 2 không an toàn: Michael Sarver và Alexis Grace
Bị loại: Alexis Grace
Giám khảo không đồng ý giải cứu Alexis, Simon nói rằng "Nhìn chung hay... nhưng chưa đủ hay" ("It was good...but not good enough").

### Tốp 10 -Kỉ niệm 50 năm thành lập Motown
Hướng dẫn: Smokey Robinson
- Matt Giraud - "Let's Get It On" (Marvin Gaye)
- Kris Allen - "How Sweet It Is (To Be Loved by You)" (Marvin Gaye)
- Scott MacIntyre - "You Can't Hurry Love" (The Supremes)
- Megan Joy - "For Once in My Life" (Stevie Wonder)
- Anoop Desai - "Ooo Baby Baby" (The Miracles)
- Michael Sarver - "Ain't Too Proud to Beg" (The Temptations)
- Lil Rounds - "(Love Is Like A) Heat Wave" (Martha và the Vandellas)
- Adam Lambert - "The Tracks of My Tears" (The Miracles)
- Danny Gokey - "Get Ready" (The Temptations)
- Allison Iraheta - "Papa Was a Rollin' Stone" (The Temptations)

Nhóm 3 không an toàn: Matt Giraud, Michael Sarver, và Scott MacIntyre
Nhóm 2 không an toàn: Matt Giraud và Michael Sarver
Bị loại: Michael Sarver
Giám khảo không cứu trợ Michael.

### Tốp 9 - Những bài hát được tải nhiều nhất
- Anoop Desai - "Caught Up" (Usher)
- Megan Joy - "Turn Your Lights Down Low" (Bob Marley)
- Danny Gokey - "What Hurts the Most" (Rascal Flatts)
- Allison Iraheta - "Don't Speak" (No Doubt)
- Scott MacIntyre - "Just the Way You Are" (Billy Joel)
- Matt Giraud - "You Found Me" (The Fray)
- Lil Rounds - "I Surrender" (Celine Dion)
- Adam Lambert - "Play That Funky Music" (Wild Cherry)
- Kris Allen - "Ain't No Sunshine" (Bill Withers)

Nhóm 3 không an toàn: Megan Joy, Allison Iraheta, và Anoop Desai
Nhóm 2 không an toàn: Megan Joy và Anoop Desai
Bị loại: Megan Joy
Simon nhấn mạnh rằng không cần phải xem xét giải cứu cô, "Khi bạn nói bạn không lo lắng, chúng tôi cũng vậy. Tôi sẽ không cố giả vờ rằng chúng tôi nỗ lực giải cứu bạn". ("When you say you don't care, nor are we. I'm not going to even pretend we're going to contemplate saving you."

### Tốp 8 - Bài hát cùng năm sinh
- Danny Gokey - "Stand by Me" (Ben E. King)
- Kris Allen - "All She Wants to Do Is Dance" (Don Henley)
- Lil Rounds - "What's Love Got to Do With It" (Tina Turner)
- Anoop Desai - "True Colors" (Cyndi Lauper)
- Scott MacIntyre - "The Search Is Over" (Survivor)
- Allison Iraheta - "I Can't Make You Love Me" (Bonnie Raitt)
- Matt Giraud - "Part-Time Lover" (Stevie Wonder)
- Adam Lambert - "Mad World" (Tears for Fears)

Nhóm 3 không an toàn: Anoop Desai, Scott MacIntyre, và Lil Rounds
Nhóm 2 không an toàn: Anoop Desai và Scott MacIntyre
Bị loại: Scott MacIntyre
Paula và Kara đồng ý giải cứu Scott, nhưng Simon và Randy thì không.

### Tốp 7 (tuần đầu) - Bài hát trong phim
Người hướng dẫn: Quentin Tarantino
- Allison Iraheta - "I Don't Want to Miss a Thing" (Aerosmith) from Armageddon
- Anoop Desai - "(Everything I Do) I Do It for You" (Bryan Adams) from Robin Hood: Prince of Thieves
- Adam Lambert - "Born to Be Wild" (Steppenwolf) from Easy Rider
- Matt Giraud - "Have You Ever Really Loved a Woman?" (Bryan Adams) from Don Juan DeMarco
- Danny Gokey - "Endless Love" (Lionel Richie và Diana Ross) from Endless Love
- Kris Allen - "Falling Slowly" (Glen Hansard và Markéta Irglová) from Once
- Lil Rounds - "The Rose" (Bette Midler) from The Rose

Nhóm 3 không an toàn: Anoop Desai, Lil Rounds, và Matt Giraud
Nhóm 2 không an toàn: Matt Giraud và Lil Rounds
Phiếu bầu thấp nhất: Matt Giraud
Bị loại: Không ai*
*Matt Giraud có số phiếu bình chọn thấp nhất nhưng không bị loại do nhận được sự trợ giúp của các giám khảo.

### Tốp 7 (tuần hai) - Nhạc disco
- Lil Rounds - "I'm Every Woman" (Chaka Khan)
- Kris Allen - "She Works Hard for the Money" (Donna Summer)
- Danny Gokey - "September" (Earth, Wind & Fire)
- Allison Iraheta - "Hot Stuff (Donna Summer)
- Adam Lambert - "If I Can't Have You" (Yvonne Elliman)
- Matt Giraud - "Stayin' Alive" (Bee Gees)
- Anoop Desai - "Dim All the Lights" (Donna Summer)

Nhóm 3 không an toàn: Anoop Desai, Allison Iraheta, và Lil Rounds
Bị loại: Lil Rounds và Anoop Desai
Do tuần thi trước không có thí sinh bị loại, nên tuần này hai người có số phiếu bình chọn thấp nhất phải chia tay cuộc chơi.

### Tốp 5 -Rat PackStandards
Người hướng dẫn: Jamie Foxx
- Kris Allen - "The Way You Look Tonight"
- Allison Iraheta - "Someone to Watch Over Me
- Matt Giraud - "My Funny Valentine"
- Danny Gokey - "Come Rain or Come Shine"
- Adam Lambert - "Feeling Good"

Nhóm 3 không an toàn: Matt Giraud, Kris Allen, Adam Lambert.
Nhóm 2 không an toàn: Matt Giraud, Adam Lambert.
Bị loại: Matt Giraud
Đã được cứu ở vòng Top 7, Matt không được cứu ở vòng này.

### Top 4 - Nhạc rock
Người hướng dẫn: Slash
Các thí sinh hát đơn ca một ca khúc, sau đó song ca cùng thí sinh khác
- Adam Lambert - "Whole Lotta Love" (Led Zeppelin)
- Allison Iraheta - "Cry Baby" (Janis Joplin)
- Kris Allen & Danny Gokey - "Renegade" (Styx)
- Kris Allen - "Come Together" (The Beatles)
- Danny Gokey - "Dream On" (Aerosmith)
- Allison Iraheta & Adam Lambert - "Slow Ride" (Foghat)

Bị loại: Allison Iraheta

### Tốp 3 - Bài hát thử thách/ Bài hát của thí sinh
Mỗi thí sinh sẽ hát hai ca khúc
- Danny Gokey - "Dance Little Sister" (Terence Trent D'Arby) (bài hát của Paula Abdul)
- Kris Allen - "Apologize" (OneRepublic) (Randy Jackson và Kara DioGuardi chọn bài)
- Adam Lambert - "One" (U2) (Simon Cowell lựa chọn)
- Danny Gokey - "You Are So Beautiful" (Joe Cocker)
- Kris Allen - "Heartless" (Kanye West)
- Adam Lambert - "Cryin'" (Aerosmith)

Bị loại: Danny Gokey

### Tốp 2 - Sở thích của thí sinh/ Thử thách của Simon Fuller/ Bài ca chiến thắng
Các thí sinh sẽ thể hiện ba bài hát. Do chiến thắng trong trò chơi tung đồng xu nên Kris có quyền lựa chọn thứ tự trình diễn và anh chọn trình diễn sau Adam
- Adam Lambert - "Mad World" (Tears for Fears) - Contestant's favorite
- Kris Allen - "Ain't No Sunshine" (Bill Withers) - Contestant's favorite
- Adam Lambert - "A Change Is Gonna Come" (Sam Cooke) - Thử thách của Simon Fuller
- Kris Allen - "What's Going On" (Marvin Gaye) - Thử thách của Simon Fuller
- Adam Lambert - "No Boundaries" - Bài hát của người chiến thắng
- Kris Allen - "No Boundaries" - Bài hát của người chiến thắng

Chiến thắng: Kris Allen
Về nhì: Adam Lambert

## Đêm công bố kết quả
Vòng chung kết mùa thi 2009 sử dụng ca khúc "Home Sweet Home" do Carrie Underwood trình bày như bài hát chia tay thí sinh bị loại.

### Bài hát tập thể
- Tốp 36/Nhóm 1: "I'm Yours" của Jason Mraz
- Tốp 36/Nhóm 2: "Closer" của Ne-Yo
- Tốp 36/Nhóm 3: "Hot N Cold" của Katy Perry
- Tốp 13: "I Want You Back/ABC Medley" của The Jackson 5
- Tốp 11: "T-R-O-U-B-L-E" của Travis Tritt
- Tốp 10: "Motown" Medley: "You Keep Me Hangin' On" của The Supremes/"You're All I Need to Get By" của Marvin Gaye và Tammi Terrell/"Ain't No Mountain High Enough" của Marvin Gaye and Tammi Terrell
- Tốp 9: "Don't Stop Believing" của Journey
- Tốp 8: "Can't Get You out of My Head" của Kylie Minogue
- Tốp 7 (tuần 1): "Maniac" của Michael Sembello trong chương trình Flashdance
- Tốp 7 (tuần 2): "Shake Your Body (Down to the Ground)" của The Jackson 5; biên đạo: Paula Abdul
- Tốp 5: "It Don't Mean a Thing (If It Ain't Got That Swing)" và "I Got Rhythm"
- Tốp 4: "School's Out" của Alice Cooper
- Tốp 3: không hát thành nhóm
- Tốp 2: "So What" của Pink

### Khác
Trong đêm công bố kết quả, ban tổ chức và nhà sản xuất có mời một số ca sĩ và nhân vật nổi tiếng đến trình diễn vừa để khuấy động bầu không khí vừa quảng bá cho ca khúc mới của chính nhân vật đó hoặc đơn thuần là giới thiệu họ. Những ca khúc này nằm trong Hot 100 và Hot Digital Songs.
| Tuần           | Trình diễn                    | Nhan đề                                                               | Hot 100                                                | Hot Digital                                            | Ghi chú                  |
| Tốp 36/ Tuần 1 | Carly Smithson Michael Johns  | "The Letter"                                                          | Không lọt vào bảng xếp hạng (Không ra mắt bản điện tử) | Không lọt vào bảng xếp hạng (Không ra mắt bản điện tử) | hát thật                 |
| Tốp 36/ Tuần 2 | Brooke White                  | "Hold Up My Heart"                                                    | 47 (lần đầu)                                           | 27 (51,171 +999%)                                      | hát thật                 |
| Tốp 36/ Tuần 3 | Không có phần trình diễn      | Không có phần trình diễn                                              | Không có phần trình diễn                               | Không có phần trình diễn                               | Không có phần trình diễn |
| Tốp 13         | Kanye West                    | "Heartless"                                                           | 7 (+1)                                                 | 13 (95,223 +18%)                                       | thu âm                   |
| Tốp 13         | Kelly Clarkson                | "My Life Would Suck Without You"                                      | 5 (+4)                                                 | 6 (141,167 +38%)                                       | hát thật                 |
| Tốp 11         | Brad Paisley                  | "Then"                                                                | 35 (lần đầu)                                           | 18 (64,127 +999%)                                      | hát thật                 |
| Tốp 11         | Carrie Underwood Randy Travis | "I Told You So"                                                       | 9 (+48)                                                | 4 (125,806 +701%)                                      | thu âm                   |
| Tốp 10         | Ruben Studdard                | "Together"                                                            | không có hạng                                          | Không có                                               | thu âm                   |
| Tốp 10         | Smokey Robinson Joss Stone    | "You're the One for Me"                                               | không có hạng                                          | Không có                                               | hát thật                 |
| Tốp 10         | Stevie Wonder                 | "My Chérie Amour" Superstition" Overjoyed" "All About the Love Again" | không thể xếp hạng lần hai                             | Không có                                               | hát thật                 |
| Tốp 9          | David Cook                    | "Come Back to Me"                                                     | 63 (lần đầu)                                           | 40 (39,430 +498%)                                      | thu âm                   |
| Tốp 9          | Lady GaGa                     | "Poker Face"                                                          | 2 (-1)                                                 | 2 (228,799 +11%)                                       | hát thật                 |
| Tốp 8          | Frankie Avalon                | "Venus"                                                               | Không có                                               | Không có                                               | hát thật                 |
| Tốp 8          | Flo Rida                      | "Right Round"                                                         | 3 (=)                                                  | 4 (179,913 +9%)                                        | hát thật                 |
| Tốp 8          | Kellie Pickler                | "Best Days of Your Life"                                              | 50 (+53)                                               | 34 (46,825 +257%)                                      | hát thật                 |
| Tốp 7 (week 1) | Jennifer Hudson               | "If This Isn't Love"                                                  | 63 (+23)                                               | 86 (19,112 +172%)                                      | hát thật                 |
| Tốp 7 (week 1) | Miley Cyrus                   | "The Climb"                                                           | 4 (+4)                                                 | 2 (189,566 +0%)                                        | thu âm                   |
| Tốp 7 (week 2) | David Archuleta               | "Touch My Hand"                                                       | không có hạng                                          | 107 (12,875 +558%)                                     | hát thật                 |
| Tốp 7 (week 2) | Freda Payne Thelma Houston KC | Medley of "Band of Gold" Don't Leave Me This Way" Get Down Tonight."  | không thể xếp hạng lần hai                             | Không có                                               | hát thật                 |
| Tốp 5          | Natalie Cole                  | "Something's Gotta Give"                                              | không có hạng                                          | Không có                                               | hát thật                 |
| Tốp 5          | Taylor Hicks                  | "Seven Mile Breakdown"                                                | không có hạng                                          | Không có                                               | hát thật                 |
| Tốp 5          | Jamie Foxx                    | "Blame It"                                                            | 2(+2)                                                  | 4(+6)                                                  | hát thật                 |
| Tốp 4          | Paula Abdul                   | "I'm Just Here for the Music"                                         | 87(lần đầu)                                            | 61(24,615 +999%)                                       | hát thật                 |
| Tốp 4          | No Doubt                      | "Just a Girl"                                                         | không thể xếp hạng lần hai                             | CRõ                                                    | thu âm                   |
| Tốp 4          | Daughtry                      | "No Surprise"                                                         | 15(lần đầu)                                            | 7 (103,593 +999%)                                      | hát thật                 |
| Tốp 3          | Noah Mushimiyimana            | "World's Greatest"                                                    | CRõ                                                    | CRõ                                                    | hát thật                 |
| Tốp 3          | Jordin Sparks                 | "Battlefield"                                                         | CRõ                                                    | 12 (75,007 +999%)                                      | hát thật                 |
| Tốp 3          | Katy Perry                    | "Waking Up in Vegas"                                                  | CRõ                                                    | 5 (103,921) +180%                                      | hát thật                 |
| Tốp 2          | Carrie Underwood              | "Home Sweet Home"                                                     | CRõ                                                    | CRõ                                                    | hát thật ngày 19/05      |

## Thứ tự bị loại
| Nam | Nữ | Tốp 13 | Wild Card | Tốp 36 |

| An toàn 1 | An toàn 2 | Bị loại | Không tham gia | GK cứu trợ |

| Vòng:     | Vòng:                | Bán kết | Bán kết | Bán kết | Wild Card | Chung kết | Chung kết | Chung kết | Chung kết | Chung kết | Chung kết | Chung kết | Chung kết | Chung kết | Chung kết | Chung kết   |
| Tuần thi: | Tuần thi:            | 18/02   | 26/021  | 04/03   | 05/03     | 11/033    | 18/03     | 26/034    | 01/04     | 08/04     | 15/045    | 22/04     | 29/04     | 06/05     | 13/05     | 20/05       |
| STT       | Thí sinh             | Kết quả | Kết quả | Kết quả | Kết quả   | Kết quả   | Kết quả   | Kết quả   | Kết quả   | Kết quả   | Kết quả   | Kết quả   | Kết quả   | Kết quả   | Kết quả   | Kết quả     |
| 1         | Kris Allen           |         | Tốp 13  |         |           |           |           |           |           |           |           |           | At 1      |           |           | Chiến thắng |
| 2         | Adam Lambert         |         | Tốp 13  |         |           |           |           |           |           |           |           |           | At 2      |           |           | Về nhì      |
| 3         | Danny Gokey          | Tốp 13  |         |         |           |           |           |           |           |           |           |           |           |           | Loại      |             |
| 4         | Allison Iraheta      |         | Tốp 13  |         |           |           | At 1      |           | At 1      |           |           | At 1      |           | Loại      |           |             |
| 5         | Matt Giraud          |         | WC      |         | Tốp 13    |           |           | At 2      |           |           | CTrợ      |           | Loại      |           |           |             |
| 6         | Anoop Desai          | WC      |         |         | Tốp 132   | At 2      |           |           | At 2      | At 2      | At 1      | Loại      |           |           |           |             |
| 7         | Lil Rounds           |         |         | Tốp 13  |           |           |           |           |           | At 1      | At 2      | Loại      |           |           |           |             |
| 8         | Scott MacIntyre      |         |         | Tốp 13  |           |           |           | At 1      |           | Loại      |           |           |           |           |           |             |
| 9         | Megan Joy            |         | WC      |         | Tốp 13    | At 1      |           |           | Loại      |           |           |           |           |           |           |             |
| 10        | Michael Sarver       | Tốp 13  |         |         |           |           | At 2      | Loại      |           |           |           |           |           |           |           |             |
| 11        | Alexis Grace         | Tốp 13  |         |         |           |           | Loại      |           |           |           |           |           |           |           |           |             |
| 12        | Jorge Nuñez          |         |         | Tốp 13  |           | Loại      |           |           |           |           |           |           |           |           |           |             |
| 13        | Jasmine Murray       |         | WC      |         | Tốp 13    | Loại      |           |           |           |           |           |           |           |           |           |             |
| 14        | Von Smith            |         |         | WC      | Loại      |           |           |           |           |           |           |           |           |           |           |             |
| 15        | Jesse Langseth       |         | WC      |         | Loại      |           |           |           |           |           |           |           |           |           |           |             |
| 16        | Tatiana Del Toro     | WC      |         |         | Loại      |           |           |           |           |           |           |           |           |           |           |             |
| 17        | Ricky Braddy         | WC      |         |         | Loại      |           |           |           |           |           |           |           |           |           |           |             |
| 18 - 25   | Arianna Afsar        |         |         | Loại    |           |           |           |           |           |           |           |           |           |           |           |             |
| 18 - 25   | Felicia Barton       |         |         | Loại    |           |           |           |           |           |           |           |           |           |           |           |             |
| 18 - 25   | Kendall Beard        |         |         | Loại    |           |           |           |           |           |           |           |           |           |           |           |             |
| 18 - 25   | Ju'Not Joyner        |         |         | Loại    |           |           |           |           |           |           |           |           |           |           |           |             |
| 18 - 25   | Nathaniel Marshall   |         |         | Loại    |           |           |           |           |           |           |           |           |           |           |           |             |
| 18 - 25   | Kristen McNamara     |         |         | Loại    |           |           |           |           |           |           |           |           |           |           |           |             |
| 18 - 25   | Taylor Vaifanua      |         |         | Loại    |           |           |           |           |           |           |           |           |           |           |           |             |
| 18 - 25   | Alex Wagner-Trugman  |         |         | Loại    |           |           |           |           |           |           |           |           |           |           |           |             |
| 26 - 30   | Matt Breitzke        |         | Loại    |         |           |           |           |           |           |           |           |           |           |           |           |             |
| 26 - 30   | Mishavonna Henson    |         | Loại    |         |           |           |           |           |           |           |           |           |           |           |           |             |
| 26 - 30   | Kai Kalama           |         | Loại    |         |           |           |           |           |           |           |           |           |           |           |           |             |
| 26 - 30   | Nick Mitchell        |         | Loại    |         |           |           |           |           |           |           |           |           |           |           |           |             |
| 26 - 30   | Jeanine Vailes       |         | Loại    |         |           |           |           |           |           |           |           |           |           |           |           |             |
| 31 - 36   | Anne Marie Boskovich | Loại    |         |         |           |           |           |           |           |           |           |           |           |           |           |             |
| 31 - 36   | Casey Carlson        | Loại    |         |         |           |           |           |           |           |           |           |           |           |           |           |             |
| 31 - 36   | Stephen Fowler       | Loại    |         |         |           |           |           |           |           |           |           |           |           |           |           |             |
| 31 - 36   | Brent Keith          | Loại    |         |         |           |           |           |           |           |           |           |           |           |           |           |             |
| 31 - 36   | Jackie Tohn          | Loại    |         |         |           |           |           |           |           |           |           |           |           |           |           |             |
| 31 - 36   | Stevie Wright        | Loại    |         |         |           |           |           |           |           |           |           |           |           |           |           |             |

1Vì ngày thứ ba 24 tháng 2 2009, Tổng thống Barack Obama đọc bài phát biểu trước Quốc hội Hoa Kỳ, nên buổi trình diễn được dời sang hôm sau và buổi công bố kết quả được dời sang thứ năm 26 tháng 2.

2Cuối ngày thi Wild Card, ban giám khảo tuyên bố Anoop Desai là thí sinh đặc biệt (thứ 13) được bước vào vòng chung kết.

3 Ngày 10 tháng 3, Simon tuyên bố tuần thi đầu tiên sẽ có hai thí sinh bị loại. Ngày 11 tháng 3, đêm công bố kết quả diễn ra với hai lượt loại thí sinh: Lượt đầu gồm Megan và Jasmine rơi vào nhóm không an toàn; Lượt hai gồm Anoop và Jorge. Kết quả, Jasmine Murray và Jorge Nuñez bị loại.

4Thứ ba 24 tháng 3, tại Nhà Trắng diễn ra phiên họp khẩn. Vì thế đêm trình diễn dời vào ngày thứ tư và đêm công bố kết quả chuyển sang thứ sáu 26.

5Tại đêm công bố kết quả bình chọn của tuần 6, hội đồng giám khảo nhất trí sử dụng quyền cứu trợ để tạo cho Matt Giraud thêm cơ hội thể hiện. Và do đó đêm công bố kết quả tuần sau (22/04) phải có hai thí sinh bị loại.

## Tranh luận
- Joanna Pacitti, một thí sinh được chọn vào vòng bán kết, đã gây tranh cãi lớn vì trước đây cô từng ký hợp đồng với hãng A&M và Geffen Records. Tiếp đó, cô được phát hiện có "mối quan hệ cá nhân" với 19 Management. Kết quả cô bị truất quyền dự thi vòng kế, người thay thế là Felicia Barton.[20]
- Trong tốp 11, số điện thoại bình chọn của thí sinh Alexis Grace, IDOLS-07, không do chương trình American Idol sở hữu, thay vào đó là công ty Intimate Encounters. Công ty này đã dùng làm số điện thoại cho đường dây mại dâm. Dù người dẫn chương trình Ryan Seacrest đã lớn tiếng thông báo về việc thay đổi số điện thoại sang IDOLS-36, nhưng nhiều người cho rằng việc lộn xộn số điện thoại có thể làm cho Alexis bị loại khỏi cuộc chơi.[21]